# Jelena Wladimirowna Petrowskaja

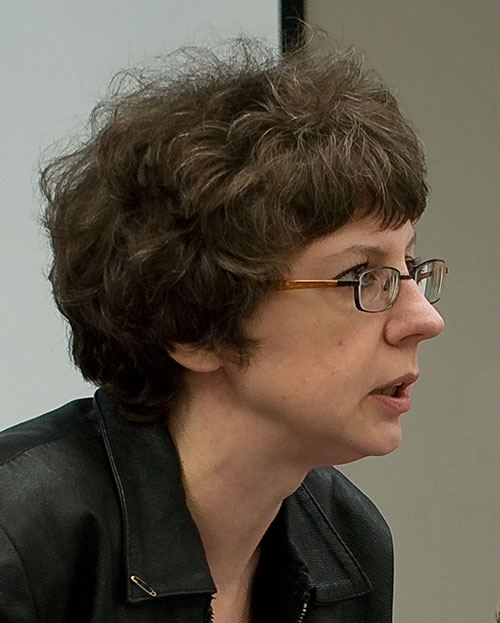
Jelena Wladimirowna Petrowskaja (2008)

Jelena Wladimirowna Petrowskaja (russisch Елена Владимировна Петровская; * 1962, Moskau) ist eine russische Philosophin, Anthropologin und Kulturwissenschaftlerin. Sie ist Trägerin des Andrej Belyj-Preises. Petrowskaja publiziert auch unter ihrem englischen pen name Helen Petrovsky. Sie ist die Tochter des Diplomaten, Politikers und Historikers Wladimir Fjodorowitsch Petrowski.

## Biografie
1979–1984 studierte Petrowskaja am Staatlichen Moskauer Institut für Internationale Beziehungen und wechselte danach ans Moskauer Institut für Philosophie der Akademie der Wissenschaften der UdSSR (1984–1987). 1988 Dissertation zur Zeitgenössischen Amerikanischen politischen Philosophie. 1991–2011 wissenschaftliche Mitarbeiterin am Institut für Philosophie der Russischen Akademie der Wissenschaften. Seit 2011 ist sie Leiterin der Abteilung Ästhetik am Moskauer Institut für Philosophie der Russischen Akademie der Wissenschaften sowie Dozentin am Russischen Anthropologischen Institut, Moskau (2003–2018). Petrowskaja ist Herausgeberin der Zeitschrift Sinij Divan (seit 2002).

## Auszeichnungen
- 2011 – Andrej Belyj-Preis für die Publikation Teoria obraza (Bildtheorie).
- 2012 – Staatlicher Kunstpreis Innovation für das Buch Bezymjannye soobščcestva (Die anonyme Gesellschaft).
- 2021 – Alexander Pjatigorskij-Preis für die Veröffentlichung Vozmuščenie znaka. Kultura protiv transcendencii (Die Unruhe des Zeichens. Kultur vs. Transzendenz).

## Bücher
- Vozmuščenie znaka. Kultura protiv transcendencii [Die Unruhe des Zeichens. Kultur vs. Transzendenz], М.: Common place, 2019.
- Antifotografija 2 [Anti-Fotografie 2], М.: Tri Kvadrata, 2015.
- Čto ostaetsja ot iskusstva [Was von der Kunst bleibt], М.: IPSI, 2015, (in Zusammenarbeit mit Oleg Aronson).
- Bezymjannye soobščcestva [Die anonyme Gesellschaft], М.: Phalanster, 2012.
- Teoria obraza [Bildtheorie], М.: Izdatel’stvo Rossijskogo gosudarstvennogo gumanitarnogo universiteta, 2010.
- Po ty storonu voobraženija. Sovremennaja filosofija i sovremennoe iskusstvo. Lekcii [Jenseits der Vorstellung. Vorlesungen zur zeitgenössischen Kunst und Philosophie], Nižni Novgorod: Privolžski filial GZSI, 2009, (in Zusammenarbeit mit Oleg Aronson).
- Antifotografija [Anti-Fotografie], М.: Tri Kvadrata, 2003.
- Neprojavlennoe. Očerki po filosofii fotografii [Das Unscheinbare. Skizzen zur Philosophie der Fotografie], М.: Ad Marginem, 2002.
- Glasnye zabavy [Augenfreuden], М.: Ad Marginem, 1997.
- Čact’ sveta [Ein Teil der Welt], М.: Ad Marginem, 1995.

## Herausgeberschaft
- Slovar’epochi pandemii [Ein Glossar für Zeiten der Pandemie]. Sinij Divan. Filosofsko-teoretičeskij žurnal, no. 24, Moskva: Tri Kvadrata, 2020.
- Russian Studies in Philosophy. Special Issue: Maidan. Guest Editor: Helen V. Petrovsky, Vol. 54, No. 3, 2016.
- Kul’tura i revoljutsija: Fragmenti sovetskogo opyta 1920–1930-ch gg. [Kultur und Revolution: Fragmente sowjetischer Erfahrung 1920–1930], Moskva: Institut filosofii, 2012.
- Rosalind Krauss. Cholostjaki. [Rosalind Krauss. Junggesellen], Moskva: Progress-Tradicija, 2004.
- Gertrude Stein. Avtobiografija Alice B. Toklas. Picasso. Lekcii v Amerike [Gertrude Stein. Die Autobiografie von Alice B. Toklas. Picasso. Amerikanische Vorlesungen], Moskva: B. S. G.-Press, 2001.
- Jean-Luc Nancy. Korpus [Jean-Luc Nancy. Corpus], Moskva: Ad Marginem, 1999.
- Ilya Kabakov, Boris Groys. Dialogi (1990–1994) [Ilya Kabakov, Boris Groys. Dialoge 1990–1994], Moskva: Ad Marginem, 1999.
- Ad Marginem ’93. Ežegodnik [Ad Marginem 93. Ein Jahrbuch], Moskva: Ad Marginem, 1994 (zusammen mit Е. V. Oznobkina).
- Žak Derrida v Moskve. Dekonstrukcija putešestvija Jacques Derrida in Moskau. Dekonstruktion einer Reise, Moskva: Ad Marginem, 1993 (zusammen mit А. Т. Ivanov).

## Veröffentlichungen in anderen Sprachen
- H. Petrovsky: Empty Spaces: Empire versus Life, in: Studies in East European Thought, 2022
- H. Petrovsky: H. Petrovsky, Art as an Instrument of Philosophy, in: The Palgrave Handbook of Russian Thought, ed. by Marina F. Bykova et al., London: Palgrave Macmillan, 2021, S. 755–774
- H. Petrovsky, The Photogeny of Revolution, Social Sciences, Vol. 52, No. 3, 2021, S. 95–103.
- H. Petrovsky: Action Time (on Autonomy: The Social Ontology of Art under Capitalism by Nicholas Brown), nonsite.org, September 10, 2020
- H. Petrovsky: Revolution Without Revolution (On the Events in France), The South Atlantic Quarterly, Vol. 119, Issue 3, 2020, S. 511–520
- H. Petrovsky, Jonathan Flatley, Susan Buck-Morss: What Has Happend to the Left Revolutionary Project?: A Conversation on the Occasion of the Publication of Revolution Today, The South Atlantic Quarterly, Vol. 199, Issue 3, 2020, S. 605–614
- H. Petrovsky, La photographie : gravitation du demos, in: Dialogue franco-russe en philosophie: autour de l’oeuvre de François Laruelle et de sa récéption en Russie, sous la dir. de Maryse Dennes & L.A. Gogotishvili, Pessac: Maison des sciences de l’homme d’Aquitaine, 2018, S. 179–189.
- H. Petrovsky: Art of the Passing Moment: The Anti-Projective Nature of Prigov’s Utopia, Actographe n° 1, Annecy 2017, S. 11–28
- H. Petrovsky, Exploring the Photographic Sign, in: Object Lessons. Zofia Rydet’s Sociological Record, ed. by Krzysztof Pijarski, Warsaw: Museum of Modern Art, 2017, S. 283–301.
- H. Petrovsky, The Avant-Garde as Continuous Experience (on the Proscription of Representing Utopia), Russian Studies in Philosophy, Vol. 55, No. 3–4, 2017, S. 252–264.
- Pyotrovsky, H., Pussy Riot: From Intervention to Action, in: Art Riot. Post-Soviet Actionism. Saatchi Gallery, 16 Nov. – 31 Dec. 2017 [catalogue], curated by Marat Guelman, ed. by Andrey Kovalev, London: Tsukanov Family Foundation, 2017, S. 70–81.
- H. Petrovsky, Maidan: Challenge of the Common. Guest Editor’s Introduction, Russian Studies in Philosophy, Vol. 54, No. 3, 2016, S. 177–184.
- H. Petrovsky, The Future – Mediator or Participant?, Russian Studies in Philosophy, Vol. 54, No. 3, 2016, S. 233–238.
- Pietrovskaja, J., “Mała historia fotografii Waltera Benjamina jako przewodnik po sztuce fotografii”, in: Przewodniki w kulturze. Prace Kulturoznawcze XVII. Pod red. Krzysztofa Łukasiewicza, Izoldy ToS. Wrocław: Wydawnictwo Uniwersytetu Wrocławskiego, 2015, S. 245–252.
- H. Petrovsky, A. V. Volodina [10.1007/s11212-014-9207-0 Aesthetics in Russia: Looking toward the twenty-first century, Studies in East European Thought, Vol. 66, No. 3–4, 2014, S. 165–179]
- E. Petrovskaïa: L’expérience, le mot et l’image dans le conceptualisme russe (quatre courtes études), Catherine Géry, Hélène Mélat (éds.), Le littéraire et le visuel dans la culture russe des xxe et xxie siècles, Toulouse, LLA-CREATIS, Université de Toulouse, Slavica Occitania, t. 38, 2014, S. 75–92.
- H. Petrovsky: Document: Fact and Fiction, Philosophy of Photography, Vol. 4, No. 2, 2013, S. 181–189
- H. Petrovsky, Verloren in der Zeit. Boris Mikhailovs Studien des Sowjetischen, in: Boris Mikhailov. Bücher/Books, hrsg. v. I. Schube, Köln: Verlag der Buchhandlung Walther König, 2013. S. 143–156.
- H. Petrovsky, Boris Mikhailov: A New Metaphysician, ASX, April 6, 2012
- H. Petrovsky, Das Unübersetzbare in der Übersetzung, in: Kultur und/als Übersetzung. Russisch-deutsche Beziehungen im 20. und 21. Jahrhundert, hrsg. v. Ch. Engel & B. Menzel, Berlin: Frank & Timme, 2011, S. 319–338.
- H. Petrovsky, Lost in Time: Boris Mikhailov and His Study of the Soviet”, in: Ruins of Modernity. Ed. by Julia Hell and Andreas Schönle. Durham, London: Duke UP, 2010, S. 439–457.
- H. Petrovsky, Humanities Across the Borders: A View from the Periphery, in: Traces 5: Universities in Translation: The Mental Labor of Globalization, ed. by Brett de Barry, Aberdeen, Hong Kong: Hong Kong UP, 2010, S. 51–58.
- H. Petrovsky, Translating the Image, in: The Politics of Culture. Around the Work of Naoki Sakai, ed. by Richard F. Calichman and John Namjun Kim, London, New York: Routledge, 2010, S. 91–101.
- H. Petrovsky: Toward the Image. On One Possible Application of Symbolology, Russian Studies in Philosophy, Vol. 48, No. 2, 2009, S. 63–74
- H. Petrovsky: La communauté anonyme, Diogène, No 222, avril 2008 (Paris: Presses Universitaires de France, 2009), S. 65–76.
- H. Petrovsky: The Sweet Allure of Theory (on Profanations by Giorgio Agamben), Criticism, Vol. 50, No. 1, Winter 2008, S. 147–152.
- H. Petrovsky, Das Problem des photographischen Codes (2002), in: Russische Medientheorien, hrsg. von Ulrich Schmid, Bern, Stuttgart, Wien: Haupt Verlag, 2005, S. 356–361.
- E. Petrovskaja, Die Stadt als Anhäufung von Klischees, in: Berlin – Moskau. Metropolen im Wandel, hrsg. von Wolfgang Eichwede und Regina Kayser, Deutsch-Russisches Forum Berlin: Jovis, 2003, S. 49–52.
- H. Petrovsky, “Gravity’s Graveness / Die Schwere der Schwerkraft”, in: Boris Mikhailov. A Retrospective / Eine Retrospektive. Ed. by / hrsg. von Urs Stahel. Zurich: Fotomuseum Winterthur, Scalo, 2003, S. 136–141.
- H. Petrovsky, Technical Arts and Reality: Status of the Referent in Photography and Cinema, in: Technology and Cultural Values: On the Edge of the Third Millennium, ed. by Peter D. Hershock, Marietta Stepaniants, and Roger T. Ames, Honolulu: Univ. of Hawai’i Press, 2003, S. 448–461.
- H. Petrovsky, Visions of the Past: Mediated and Unmediated History, Third Text, Vol. 17, Issue 4, December 2003, S. 337–344.
- H. Petrovsky, The Fallacies and Inhibitions of the Present War”, Contretemps: 1, September 2000.
- E. Petrovskaja, Der Wal als Text. Moby Dick lesen, in: Arne Ackermann et al. (Hg.), Orte des Denkens. Neue Russische Philosophie, Wien: Passagen Verlag, 1995, S. 85–115.